# William Jacob Holland
William Jacob Holland FRSE LLD (16 de agosto de 1848 - 13 de dezembro de 1932) foi o oitavo chanceler da Universidade de Pittsburgh (1891–1901) e director dos Museus Carnegie de Pittsburgh . Era zoólogo e paleontólogo talentoso, bem como um ministro presbiteriano ordenado.

## Literatura
- Alberts, Robert C. (1987). Pitt: The Story of the University of Pittsburgh 1787-1987. University of Pittsburgh Press. Pittsburgh: [s.n.] ISBN 0-8229-1150-7  Alberts, Robert C. (1987). Pitt: The Story of the University of Pittsburgh 1787-1987. University of Pittsburgh Press. Pittsburgh: [s.n.] ISBN 0-8229-1150-7 Alberts, Robert C. (1987). Pitt: The Story of the University of Pittsburgh 1787-1987. University of Pittsburgh Press. Pittsburgh: [s.n.] ISBN 0-8229-1150-7
- Holland, WJ (1898). O livro da borboleta   : um guia popular para o conhecimento das borboletas da América do Norte . Nova York: Doubleday e McClure. (Reproduzido por Dover. )
- Holanda, WJ (1903). A mariposa, um guia popular para o conhecimento das mariposas da América do Norte . Nova York: Doubleday, página e empresa.
- Holland, WJ (1913). Para o River Plate e para trás: a narrativa de uma missão científica na América do Sul, com observações sobre coisas vistas e sugeridas . Nova York e Londres: Filhos de GP Putnam. (conectados)
- "William Jacob Holland" na biografia nacional americana . Nova York: Oxford University Press, 2004.